# Estadio José Amalfitani
Das Estadio José Amalfitani (deutsch José-Amalfitani-Stadion) ist ein Fußballstadion in der argentinischen Hauptstadt Buenos Aires. Es ist die Heimspielstätte und Eigentum des argentinischen Fußballvereins CA Vélez Sarsfield. Innerhalb Argentiniens ist die Anlage auch unter der Bezeichnung El Fortín bekannt, außerhalb des Landes wird es häufig nach seinem Hauptnutzer Vélez Sarsfield genannt.

## Geschichte
Das im Stadtteil Liniers gelegene Stadion wurde von 1947 bis 1951 errichtet und am 22. April 1951 mit dem Spiel CA Vélez Sarsfield gegen River Plate Buenos Aires (2:2) eingeweiht. Für die Fußball-Weltmeisterschaft 1978 wurde es größtenteils umgebaut. Es fasst 49.540 Zuschauer, wobei es sich – wie in Argentinien oft üblich – nicht ausschließlich um Sitzplätze handelt.

## Sonstiges
Das Stadion wird regelmäßig für Rugby-Union-Spiele und Konzerte genutzt. Die Argentinische Rugby-Union-Nationalmannschaft trägt hier regelmäßig ihre Länderspiele aus. Seit 2016 trägt auch der am internationalen Wettbewerb Super Rugby teilnehmende Rugby-Union-Club Jaguares seine Partien im El Fortín aus.

## Tribünenplätze
Im Stadion stehen 49.540 Plätze zur Verfügung.
- Platea Norte Baja: 1.728 Plätze
- Platea Norte Media: 1.932 Plätze
- Platea Norte Alta: 5.091 Plätze
- Platea Sur Baja: 5.817 Plätze
- Platea Sur Alta: 6.072 Plätze
- Popular Este: 14.700 Plätze
- Popular Oeste: 14.200 Plätze

## Galerie

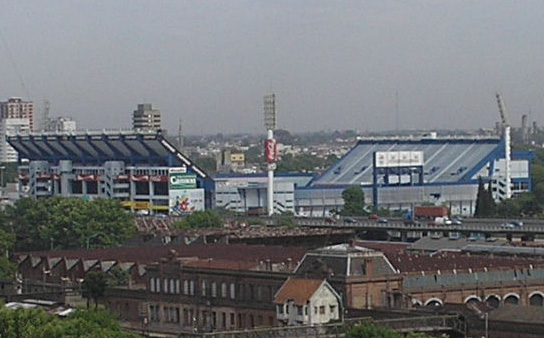
Fernansicht des Stadions
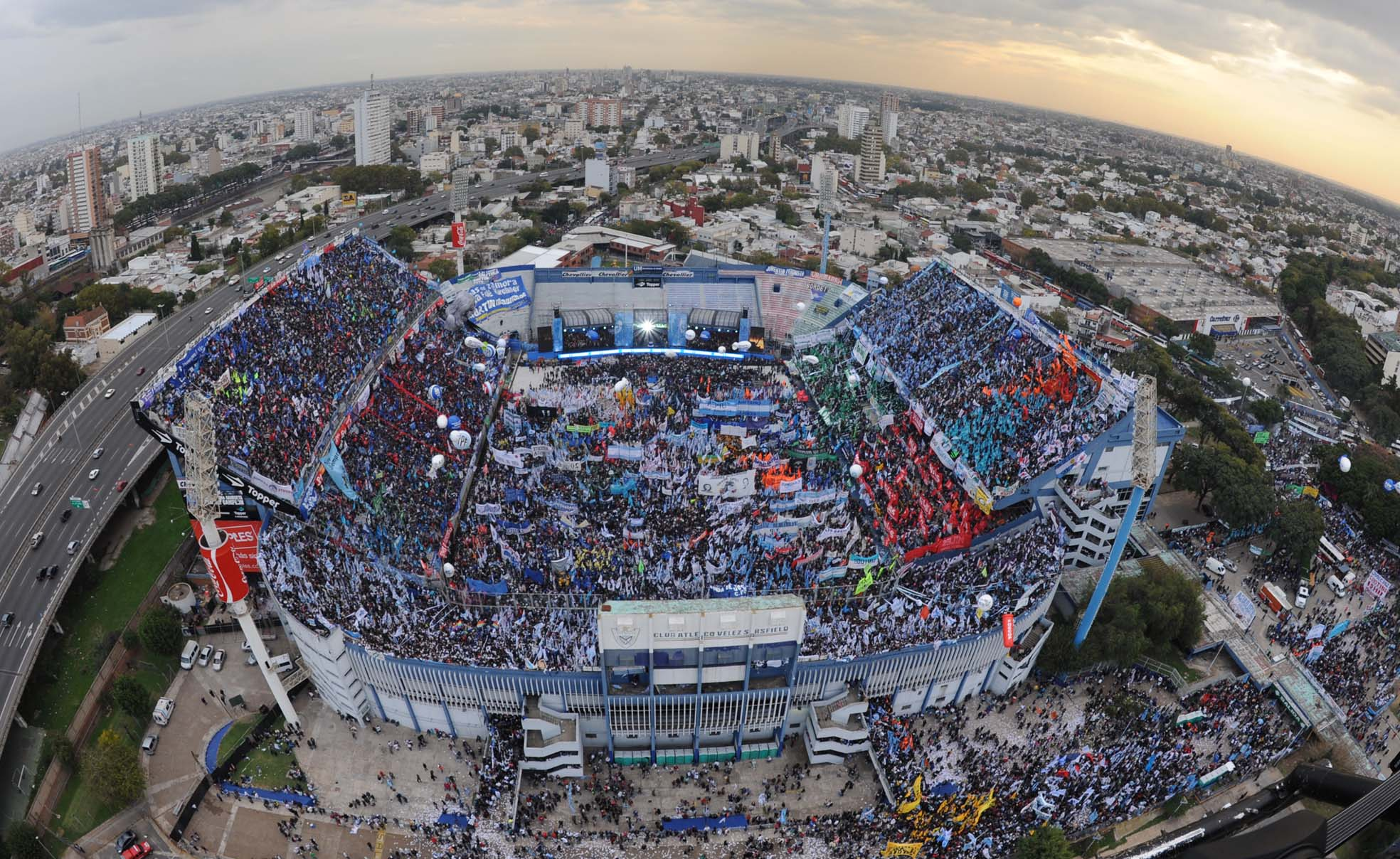
Draufsicht